# Elecciones a la Asamblea de Ceuta de 2007
Las elecciones a la Asamblea de Ceuta de 2007 se celebraron en la ciudad autónoma de Ceuta el domingo 27 de mayo, de acuerdo con el Real Decreto de convocatoria de elecciones locales en España dispuesto el 2 de abril de 2007 y publicado en el Boletín Oficial del Estado el día 3 de abril. Se eligieron los 25 concejales del pleno de la Asamblea de Ceuta mediante un sistema proporcional (método d'Hondt), con listas cerradas y un umbral electoral del 5 %.

## Resultados
Partido Popular y PSOE mantuvieron su representación, lo que permitió al PP, con una amplia mayoría absoluta (19 de 25), revalidar la alcaldía-presidencia de la ciudad. El Partido Democrático y Social de Ceuta perdió su único representante, que fue a parar a la coalición entre Unión Demócrata Ceutí e Izquierda Unida. De los cuatro representantes que obtuvo la coalición, uno correspondió a IU y tres a UDCe.
| Candidatura                                   | Candidatura                                     | Votos  | %                               | Escaños                         |
| --------------------------------------------- | ----------------------------------------------- | ------ | ------------------------------- | ------------------------------- |
|                                               | Partido Popular de Ceuta (PP)                   | 22 484 | 65,61                           | 19                              |
|                                               | Unión Demócrata Ceutí-Izquierda Unida (UDCE-IU) | 5659   | 16,51                           | 4                               |
|                                               | Partido Socialista Obrero Español (PSOE)        | 2985   | 8,71                            | 2                               |
| Partido Socialista del Pueblo de Ceuta (PSPC) | Partido Socialista del Pueblo de Ceuta (PSPC)   | 1557   | 4,54                            | 0                               |
| Partido Democrático y Social de Ceuta (PDSC)  | Partido Democrático y Social de Ceuta (PDSC)    | 1258   | 3,67                            | 0                               |
| Los Verdes-Grupo Verde de Ceuta (LV-GV)       | Los Verdes-Grupo Verde de Ceuta (LV-GV)         | 326    | 0,95                            | 0                               |
| Votos en blanco                               | Votos en blanco                                 | 226    | 0,7                             | n/a                             |
| Votos válidos                                 | Votos válidos                                   | 34 495 | 100,00                          | 25                              |
| Votos nulos                                   | Votos nulos                                     | 198    | Participación: \| \| 60,29 % \| | Participación: \| \| 60,29 % \| |
| Votantes                                      | Votantes                                        | 34 693 | Participación: \| \| 60,29 % \| | Participación: \| \| 60,29 % \| |
| Electores                                     | Electores                                       | 57 540 | Participación: \| \| 60,29 % \| | Participación: \| \| 60,29 % \| |
|                                               | 60,29 %                                         |        |                                 |                                 |